# Stoke Rural
Stoke Rural var en civil parish 1894–1922 när det uppgick i Caverswall och Stoke on Trent, i grevskapet Staffordshire i England. Civil parish hade 5 009 invånare år 1921.